# María Corina Machado
María Corina Machado (Caracas, 7 oktober 1967) is een Venezolaans politica en oppositieleidster.

## Biografie

### Vroege leven
Machado werd geboren op 7 oktober 1967 als de oudste dochter van Enrique Machado, een zakenman, en de psychologe Corina Parisca. Aan de Universidad Católica Andrés Bello behaalde ze een diploma in technische bedrijfskunde en ze behaalde een master in finance. Ze werkte eerst in de auto-industrie van Valencia voor ze in 1992 verhuisde naar Caracas. Samen met Alejandro Plaz richtte ze in 2001 de vrijwilligersorganisatie Súmate op. In 2004 riep deze beweging op tot een referendum voor het aftreden van Hugo Chávez. Na het referendum werden Machado en Plaz aangeklaagd wegens verraad en samenzwering. Het proces tegen haar werd in 2006 stopgezet wegens gerechtelijke processchendingen door de rechter-commissaris.

### Politieke carrière
In 2010 legde Machado haar functie bij Súmate neer om zich te kandideren voor de Nationale Vergadering van Venezuela namens het district Miranda. Op 26 november van dat jaar won ze de verkiezingen en verkreeg ze haar plek in de vergadering. In 2011 gaf Machado aan dat ze zich kandidaat zou stellen voor de Venezolaanse presidentsverkiezingen 2012. Tijdens deze verkiezingen was ze diverse malen het doelwit van diverse aanvallen van aanhangers van de regering. Ze verloor de voorverkiezingen echter van Henrique Capriles. Op 24 maart 2014 kwam er al een eind haar termijn als parlementslid nadat ze als ambassadeur van Panama had gesproken op de Organisatie van Amerikaanse Staten en werd ze vogelvrij verklaard.

### Oppositie
Machado was vervolgens betrokken bij de protesten die in 2014 uitbraken tegen het bewind van de nieuwe president Nicolás Maduro. In datzelfde jaar werd ze door de Venezolaanse overheid aangeklaagd omdat ze betrokken zou zijn geweest bij een moordaanslag op Maduro. Volgens de oppositie was die aanklacht gebaseerd op vervalste documenten.
Tijdens een bezoek aan de stad Upata in oktober 2018 werd ze door een groep aanhangers van Maduro belaagd en kreeg ze enkele klappen. Volgens voormalig president van Colombia Andrés Pastrana was men van plan geweest haar te injecteren met een langzaam werkend gif.
In 2024 wist Machado de oppositie achter zich te verenigen voor de presidentsverkiezingen, maar Machado's kiescommissie sloot haar uit van deelname, omdat zij eerder de Amerikaanse sancties tegen het bewind had toegejuicht. In haar plaats werd de relatief onbekende Edmundo Gonzalez naar voren geschoven, die het in de campagne verrassend goed deed maar die in de vervalste uitslagen als verliezer uit de bus kwam. Zowel hij als Machado moesten vervolgens onderduiken en Gonzalez vluchtte in september naar Spanje.

## Eerbetoon
In oktober 2024 ontving ze in Straatsburg de Václav Havelprijs voor de mensenrechten.